# Campeonato de Primera División 1901 (Argentina)
El Campeonato de Primera División 1901, oficialmente Championship Cup 1901, fue el décimo torneo de Primera División y el noveno organizado por The Argentine Association Football League. Se llevó a cabo entre el 19 de mayo y el 30 de agosto, por el sistema de todos contra todos. Lo disputaron los mismos equipos que habían participado del torneo anterior. 
Vio campeón al Alumni Athletic Club, que logró su segundo título tras el obtenido bajo su anterior denominación.

## Afiliaciones y desafiliaciones
No hubo para este torneo.

## Tabla de posiciones final
| Pos | Equipo            | Pts | PJ | G | E | P | GF | GC | DIF |
| --- | ----------------- | --- | -- | - | - | - | -- | -- | --- |
| 1.º | Alumni            | 12  | 6  | 6 | 0 | 0 | 10 | 1  | 9   |
| 2.º | Belgrano Athletic | 6   | 6  | 3 | 0 | 3 | 14 | 9  | 5   |
| 3.º | Quilmes           | 4   | 6  | 2 | 0 | 4 | 9  | 15 | -6  |
| 4.º | Lomas Athletic    | 2   | 6  | 1 | 0 | 5 | 3  | 11 | -8  |

## Resultados
| Local                                                | Resultado | Visitante | Fecha        |
| ---------------------------------------------------- | --------- | --------- | ------------ |
| Lomas                                                | 1 - 3     | Belgrano  | 19 de mayo   |
| Belgrano                                             | 0 - 1     | Alumni    | 6 de junio   |
| Quilmes                                              | 0 - 1     | Alumni    | 16 de junio  |
| Quilmes                                              | 0 - 2     | Lomas     | 24 de junio  |
| Belgrano                                             | 8 - 2     | Quilmes   | 29 de junio  |
| Alumni                                               | 2 - 0     | Belgrano  | 9 de julio   |
| Lomas                                                | 0 - 2     | Alumni    | 14 de julio  |
| Quilmes                                              | 3 - 1     | Belgrano  | 21 de julio  |
| Belgrano                                             | 2 - 0     | Lomas     | 4 de agosto  |
| Nota:Alumni se consagró campeón esta jornada.        |           |           |              |
| Lomas                                                | 0 - 3     | Quilmes   | 11 de agosto |
| Alumni                                               | 3 - 1     | Quilmes   | 15 de agosto |
| Alumni                                               | 1 - 0     | Lomas     | 30 de agosto |
| Nota: Alumni jugó sus encuentros de local en Flores. |           |           |              |